# 甲斐織衛

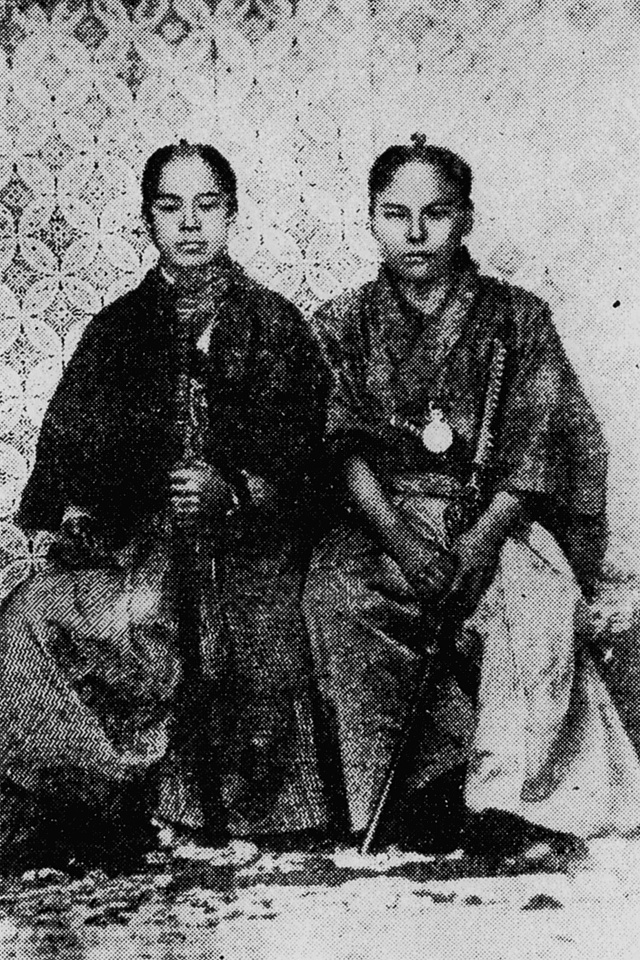
甲斐織衛（左）と浜野定四郎（右）

甲斐 織衛（かい おりえ、1850年7月27日（嘉永3年6月19日） - 1922年（大正11年）3月21日）は、明治期の貿易商、武士（中津藩士）、神戸商業講習所支配人。

## 経歴
中津藩士・甲斐理兵衛の長男。江戸の藩邸に生まれる。1863年（文久3年）藩命により家を空けて豊前国に移る。1864年（元治元年）元服して出仕を命ぜられ二回の長州征伐で戦功あり。在阪中の藩兵百五十余らと朝命を奉じて東海道三島に赴き関門の守備に当たる。甲府の守備を命じられる。洋式の兵式を学び、甲府滞在二ヶ月ののち江戸に出て日光の守備を命じられる。会津戦争の節は日光街道より若松城に攻め入る際の小隊長となる。1868年（明治元年）中津に戻り、1869年（明治2年）慶應義塾に学び、卒業。1877年（明治10年）神戸商業講習所の校長となり、のちに北米で日本を代表する「甲斐商店」を興す。